# Ломинка (приток Урдомы)
Ломинка — река в России, протекает по Тутаевскому району Ярославской области. Длина реки — 17 км, площадь водосборного бассейна — 77,2 км².
Исток находится к югу от деревни Паратики. Течёт в основном на запад. Минует деревни Паратики, Григорьевское, после чего принамает правый приток — ручей Светлый, который течёт через Саустино, Козловки, Борисоглеб и Пожарово. Далее Ломинка протекает вблизи Гораздова. Устье реки расположено в 10 км по левому берегу Урдомы, перед Ивановским.

## Данные водного реестра
По данным государственного водного реестра России относится к Верхневолжскому бассейновому округу, водохозяйственный участок реки — Волга от Рыбинского гидроузла до города Кострома, без реки Кострома от истока до водомерного поста у деревни Исады, речной подбассейн реки — Волга ниже Рыбинского водохранилища до впадения Оки. Речной бассейн реки — (Верхняя) Волга до Куйбышевского водохранилища (без бассейна Оки).
Код объекта в государственном водном реестре — 08010300212110000010491.